# Trachyceratidi
Trachyceras è un genere estinto di ammonite della famiglia dei Ceratitida.
Ne sono stati ritrovati pochi esemplari.